# Guiné Francesa
Guiné Francesa (em francês:  Guinée française)  foi uma possessão colonial francesa na África Ocidental. 
A Guiné Francesa foi criada em 1891, tendo as mesmas fronteiras que a colônia anterior, Rivières du Sud (1882-1891). Antes de 1882, as partes costeiras da Guiné Francesa faziam parte da colônia francesa do Senegal.
A Guiné foi governada pela França até 1958, quando tornou-se independente, na sequência da rejeição da Constituição de 1958 de Charles de Gaulle. Na época, a Guiné Francesa foi a única colônia de recusar a nova Constituição.